# Abbauhöhe
Als Abbauhöhe, auch Bauhöhe genannt, bezeichnet man im Bergbau den aufgeschlossenen und für den Abbau bestimmten Teil eines Grubenfeldes. Bei flözartigen Lagerstätten bezeichnet man die einzelnen Bauabschnitte als Bauhöhe.

## Grundlagen
Grundsätzlich unterscheidet man zwischen der seigeren und der flachen Abbauhöhe. Die seigere Bauhöhe ist der lotrechte Höhenabstand zwischen zwei Abbaustrecken. Die flache Bauhöhe ist der Abstand, der bei einer flözartigen Lagerstätten im Einfallen zwischen den beiden Abbaustrecken vorhanden ist. Aufgrund des Einfallens der Lagerstätte bringt jede Seigerteufe eine bestimmte flache Bauhöhe ein. Die mehr oder weniger steile Aufrichtung der Schichten innerhalb der Lagerstätte hat dabei einen besonderen Einfluss auf die Abmessung der flachen Bauhöhe. Dabei wächst die flache Bauhöhe mit abnehmendem Fallwinkel überproportional an. Eine Abnahme des Fallwinkels um 5,5 Gon auf 94,5 Gon erbringt gerade mal einen Zuwachs an flacher Bauhöhe von 1,2 Prozent. Ein Halbierung des Fallwinkels auf 50 Gon erbringt bereits einen Zuwachs an flacher Bauhöhe von 14 Prozent. Bei 22 Gon beträgt der Zuwachs an flacher Bauhöhe rund 94 Prozent.

## Praxisanwendung

### Stollenbau
Beim Stollenbau hängt die Bauhöhe von der Wahl des Ansatzpunktes für das Stollenmundloch ab. Da man beim Stollenbau von der Form des Geländes abhängig ist, ist man bei der Wahl des Ansatzpunktes für das Stollenmundloch nicht frei. Insbesondere die Höhe des jeweiligen Berges hat einen großen Einfluss darauf, welche Teufe ein Stollen einbringen kann. Je tiefer nun der Ansatzpunkt gewählt werden kann, umso mehr seigere Teufe bringt der Stollen ein und umso größer ist die seigere Abbauhöhe. Die seigere Bauhöhe, das Einfallen und die seitliche Ausdehnung des Grubenfeldes bestimmen die Größe der flachen Bauhöhe. Nach oben wird die seigere Bauhöhe durch einen Bereich begrenzt, der nicht abgebaut werden darf, da er dem Schutz der Tagesoberfläche dient. Nach unten wird die seigere Bauhöhe durch die Stollensohle begrenzt. Sämtliche Mineralien, die sich unterhalb der Stollensohle befinden, lassen sich nicht ohne Weiteres abbauen. Das liegt im Wesentlichen daran, dass das Grubenwasser, welches sich unterhalb der Stollensohle befindet, nicht abfließen kann. In den alten Berggesetzen war der Abbau von sogenannten Nasskohlen, also Kohlen die unterhalb der Stollensohle lagen, nicht erlaubt. Hier bringt nur ein tiefer angelegter Stollen eine größere seigere Bauhöhe. Dabei ist Teufengewinn und somit der Gewinn an seigerer Bauhöhe bei Steinkohlenflözen geringer als bei Erzgängen. Dies liegt daran, dass Erzgänge in höheren Gebirgen vorkommen.

### Tiefbau
Beim Tiefbau erfolgt die Lösung des Grubenwassers mittels Pumpen, somit ist hier kein tieferer Stollen erforderlich. Dadurch ist es möglich, wesentlich größere seigere Bauhöhen zu erzielen. Die flache Bauhöhe hat beim Tiefbau einen Einfluss auf Vorrichtung der Baufelder. So werden bei flach fallenden Lagerstätten kleinere flachen Bauhöhen gewählt als bei steileren Lagerstätten. Des Weiteren wird z. B. der Abstand der Blindschächte in einem Baufeld von der flachen Bauhöhe der Strebe bestimmt. Bei söhlig liegenden Flözen ist der Abstand der Blindschächte gleich der Länge der flachen Bauhöhe. Auch die Sohlenabstände und die Anzahl der Sohlen werden durch die Abmessung der flachen Bauhöhe bestimmt. Dies liegt in erster Linie daran, dass eine bestimmte Fördermenge pro Sohle erzielt werden sollte. Wird die flache Bauhöhe zu hoch gewählt, so schreitet der Abbau zu langsam voran und die Bewetterung wird negativ beeinflusst. Durch die längeren Wege wird der Wetterstrom stark aufgewärmt. Bei zu niedrig gewählter flacher Bauhöhe müssen unter Umständen weitere Teilsohlen angelegt werden. Des Weiteren muss bei einer zu niedrig gewählten flachen Bauhöhe eine höhere Anzahl von Blindschächten pro Bauabteilung geteuft werden.